# Boutigny-Prouais
Pour les articles homonymes, voir Boutigny.
Boutigny-Prouais est une commune française située dans le département d'Eure-et-Loir, en région Centre-Val de Loire.

## Géographie

### Situation
La commune est limitrophe du département des Yvelines et de la région Île-de-France.

Situation géographique
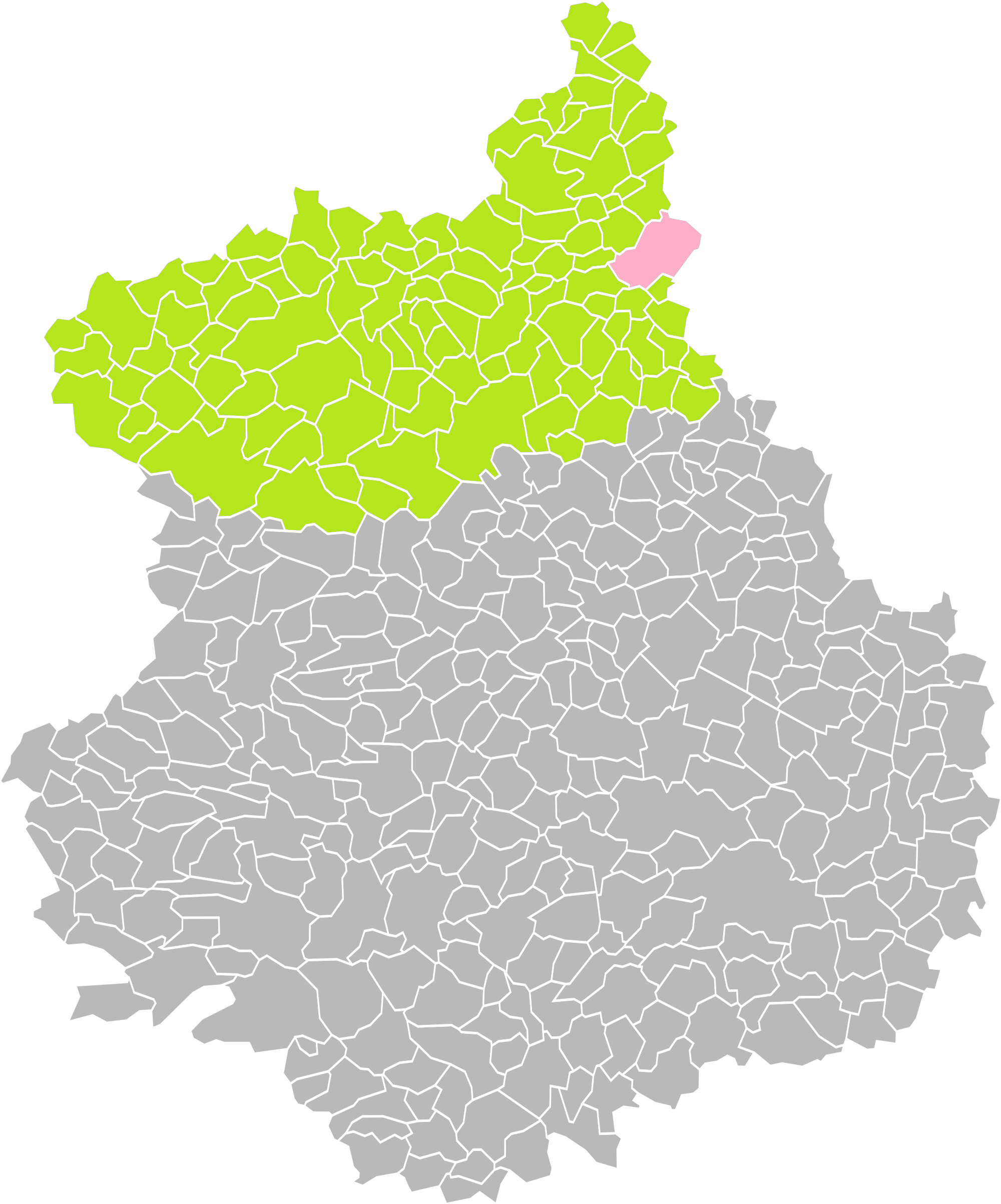
Boutigny-Prouais dans son arrondissement.
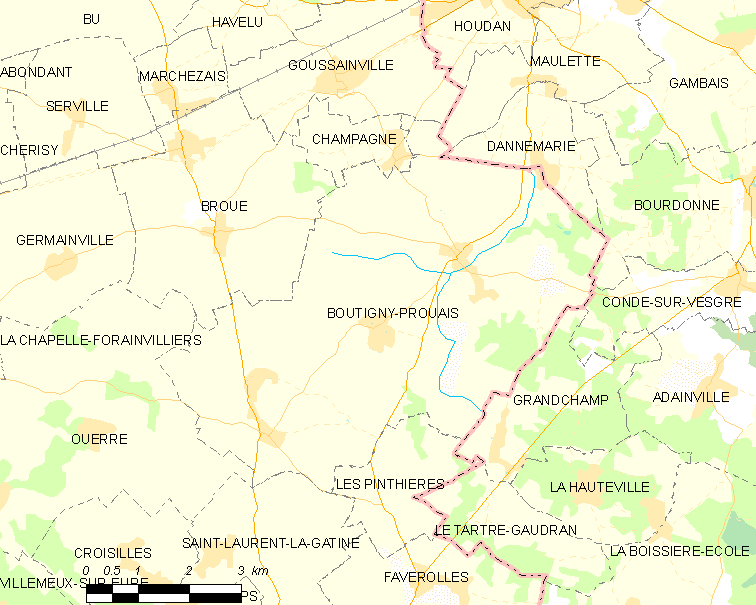
Carte de la commune de Boutigny-Prouais.

### Communes, département et région limitrophes
| Broué                      | Champagne, Goussainville               | Dannemarie (Yvelines)                  |
| La Chapelle-Forainvilliers | Boutigny-Prouais                       | Bourdonné, Condé-sur-Vesgre (Yvelines) |
| Ouerre                     | Les Pinthières Saint-Laurent-la-Gâtine | Grandchamp (Yvelines)                  |

### Lieux-dits et écarts
La commune de Boutigny-Prouais inclut les hameaux de Allemant, Beauchêne, Beauterne, Bouchemont, Buchelet, Cloches, Dannemarie, Le bois des pres, Les joncs, Le mesnil, La musse, Rosay, Saint-projet et Saussay.

### Hydrographie
La commune est traversée par l'Opton, affluent en rive gauche de la Vesgre, et donc un sous-affluent du fleuve la Seine, par l'Eure.
L'Opton a donné son hydronyme à l'ancienne commune de Boutigny-sur-Opton.

### Climat
Pour des articles plus généraux, voir Climat du Centre-Val de Loire et Climat d'Eure-et-Loir.
En 2010, le climat de la commune est de type climat océanique dégradé des plaines du Centre et du Nord, selon une étude du CNRS s'appuyant sur une série de données couvrant la période 1971-2000. En 2020, Météo-France publie une typologie des climats de la France métropolitaine dans laquelle la commune est dans une zone de transition entre le climat océanique et le climat océanique altéré et est dans la région climatique  Sud-ouest du bassin Parisien, caractérisée par une faible pluviométrie, notamment au printemps (120 à 150 mm) et un hiver froid (3,5 °C). 
Pour la période 1971-2000, la température annuelle moyenne est de 10,5 °C, avec une amplitude thermique annuelle de 14,4 °C. Le cumul annuel moyen de précipitations est de 640 mm, avec 10,5 jours de précipitations en janvier et 7,9 jours en juillet. Pour la période 1991-2020, la température moyenne annuelle observée sur la station météorologique de Météo-France la plus proche, « Bû_sapc », sur la commune de Bû à 9 km à vol d'oiseau, est de 11,4 °C et le cumul annuel moyen de précipitations est de 633,2 mm,. Pour l'avenir, les paramètres climatiques de la commune estimés pour 2050 selon différents scénarios d'émission de gaz à effet de serre sont consultables sur un site dédié publié par Météo-France en novembre 2022.

## Urbanisme

### Typologie
Au 1er janvier 2024, Boutigny-Prouais est catégorisée commune rurale à habitat dispersé, selon la nouvelle grille communale de densité à 7 niveaux définie par l'Insee en 2022.
Elle est située hors unité urbaine. Par ailleurs la commune fait partie de l'aire d'attraction de Paris, dont elle est une commune de la couronne,. 

### Occupation des sols
L'occupation des sols de la commune, telle qu'elle ressort de la base de données européenne d’occupation biophysique des sols Corine Land Cover (CLC), est marquée par l'importance des territoires agricoles (90 % en 2018), une proportion sensiblement équivalente à celle de 1990 (89,8 %). La répartition détaillée en 2018 est la suivante : 
terres arables (87,6 %), forêts (5,9 %), zones urbanisées (4,1 %), zones agricoles hétérogènes (2,5 %). L'évolution de l’occupation des sols de la commune et de ses infrastructures peut être observée sur les différentes représentations cartographiques du territoire : la carte de Cassini (XVIIIe siècle), la carte d'état-major (1820-1866) et les cartes ou photos aériennes de l'IGN pour la période actuelle (1950 à aujourd'hui).

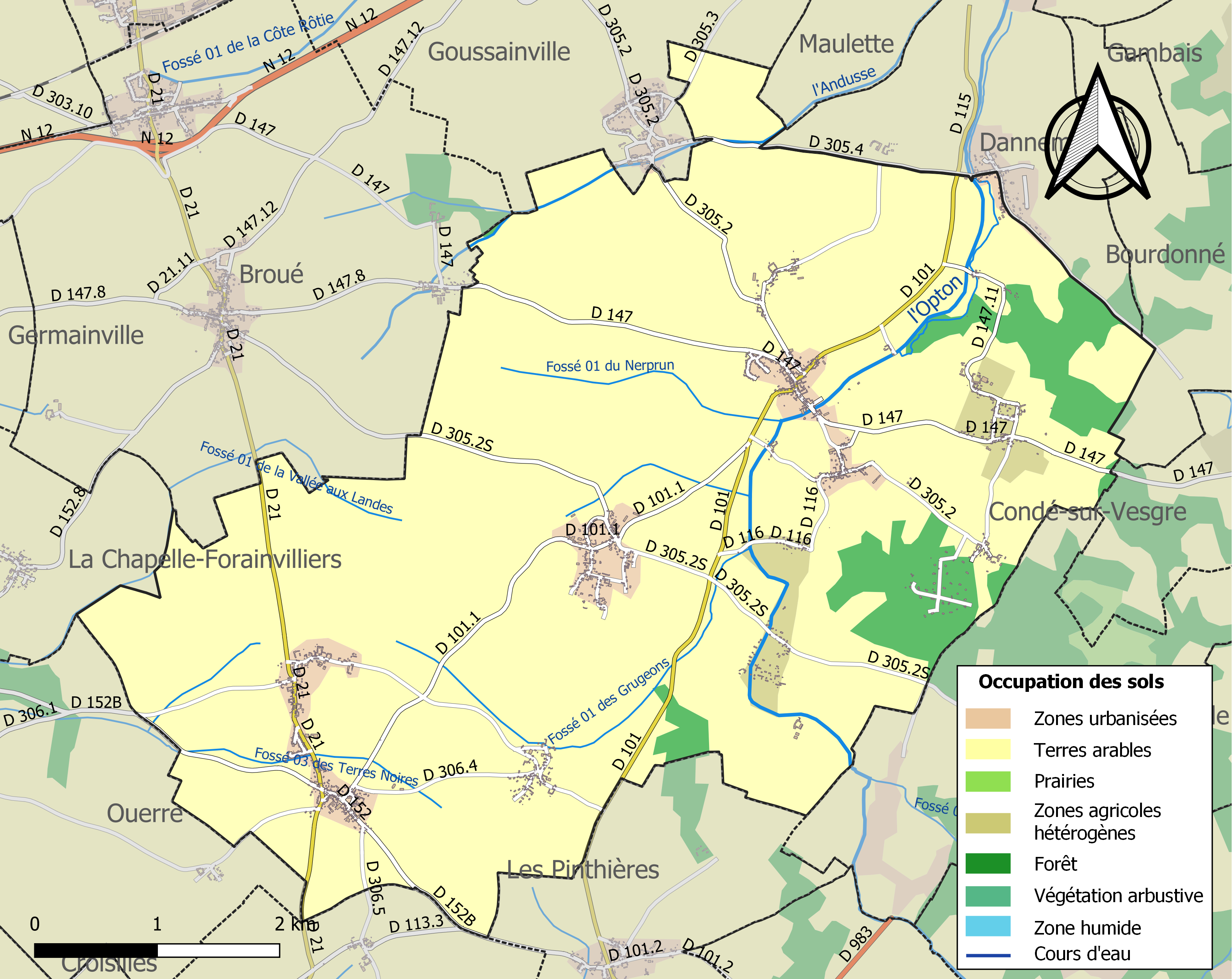
Carte des infrastructures et de l'occupation des sols de la commune en 2018 (CLC).

### Risques majeurs
Le territoire de la commune de Boutigny-Prouais est vulnérable à différents aléas naturels : météorologiques (tempête, orage, neige, grand froid, canicule ou sécheresse), inondations, mouvements de terrains et séisme (sismicité très faible). Il est également exposé à un risque technologique, le transport de matières dangereuses. Un site publié par le BRGM permet d'évaluer simplement et rapidement les risques d'un bien localisé soit par son adresse soit par le numéro de sa parcelle.

#### Risques naturels
Certaines parties du territoire communal sont susceptibles d’être affectées par le risque d’inondation par débordement de cours d'eau, notamment l'Opton. La commune a été reconnue en état de catastrophe naturelle au titre des dommages causés par les inondations et coulées de boue survenues en 1999 et 2000,.

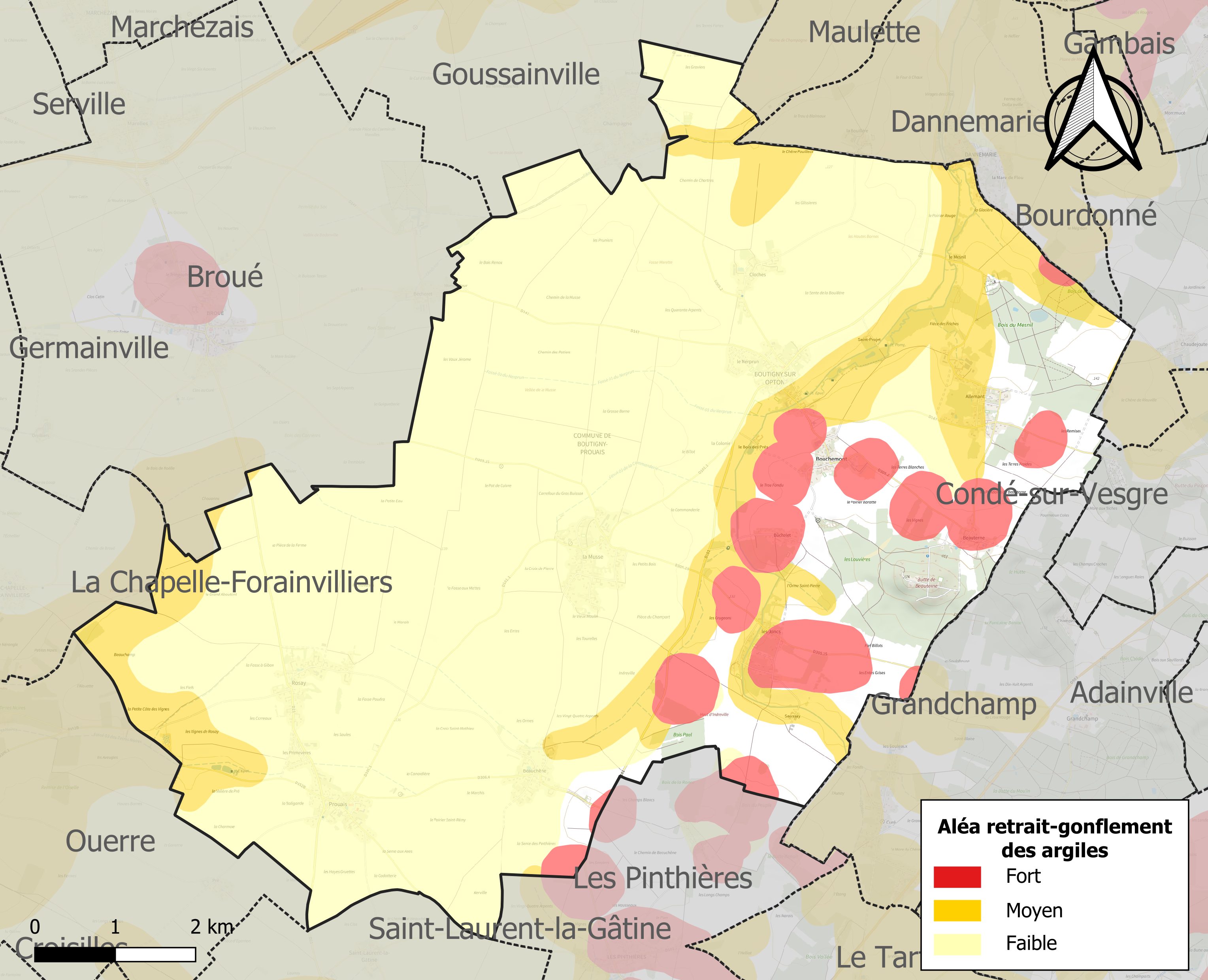
Carte des zones d'aléa retrait-gonflement des sols argileux de Boutigny-Prouais.

La commune est vulnérable au risque de mouvements de terrains constitué principalement du retrait-gonflement des sols argileux. Cet aléa est susceptible d'engendrer des dommages importants aux bâtiments en cas d’alternance de périodes de sécheresse et de pluie. 23,9 % de la superficie communale est en aléa moyen ou fort (52,8 % au niveau départemental et 48,5 % au niveau national). Sur les 804 bâtiments dénombrés sur la commune en 2019, 194 sont en aléa moyen ou fort, soit 24 %, à comparer aux 70 % au niveau départemental et 54 % au niveau national. Une cartographie de l'exposition du territoire national au retrait gonflement des sols argileux est disponible sur le site du BRGM,.
Concernant les mouvements de terrains, la commune a été reconnue en état de catastrophe naturelle au titre des dommages causés par la sécheresse en 1989 et 1992 et par des mouvements de terrain en 1999.

#### Risques technologiques
Le risque de transport de matières dangereuses sur la commune est lié à sa traversée par des infrastructures routières ou ferroviaires importantes ou la présence d'une canalisation de transport d'hydrocarbures. Un accident se produisant sur de telles infrastructures est en effet susceptible d’avoir des effets graves au bâti ou aux personnes jusqu’à 350 m, selon la nature du matériau transporté. Des dispositions d’urbanisme peuvent être préconisées en conséquence.

## Toponymie
Les noms de Boutigny (Boteneium) et de Prouais (Proeis), apparaissent au XIe siècle dans les Archives départementales d'Eure-et-Loir.
Boutigny est attesté sous la forme Boutigny-sur-Opton en 1949. Boutigny-sur-Opton devient Boutigny-Prouais en 1972.
Prouais est attesté sous les formes Proeis en 1024, Proueii en 1249.
Aux XVe et XVIe siècles, Prouais est transcris Prouès dans les récits.

## Histoire
Les outils préhistoriques découverts sur les bords de l’Opton et à la Musse attestent que le territoire était occupé par les hommes depuis fort longtemps. L’histoire des deux villages est liée aux aléas du moment, avec leurs lots de drames et de destructions dus aux invasions, aux épidémies, aux disettes, aux intempéries et aux guerres.
Les guerres n’ont pas épargné les églises qui durent être reconstruites ou remaniées au XVIe siècle. Depuis ces temps, le clocher de Prouais conserve son allure martiale de tour défensive. Mais en 1947, l’église de Boutigny fut ravagée par un incendie. Rebâtie en 1957, elle pointe à nouveau son clocher dans le paysage.
En 1595, alors qu'Henri IV s'apprête à partir combattre les espagnols, les habitants de Prouais se rebellent contre les troupes royales, 5 ans après les révoltes de Nogent-le-Roi. Ils fortifient le village et mettent en difficulté les troupes royales. Le village subit un siège de 6 compagnies royales, qui finiront par franchir les fortifications[source insuffisante].
À partir du XIXe siècle, les limites territoriales ont évolué.
- En 1846, la commune de Saint-Projet, avec ses hameaux du Mesnil-sur-Opton et Dannemarie, est rattachée à celle de Boutigny, par ordonnance du roi Louis-Philippe ;
- En 1972, les deux communes de Boutigny-sur-Opton et de Prouais unissent leur sort pour former la commune de Boutigny-Prouais ;
- En 1998, la commune de Boutigny-Prouais entre dans la communauté de communes du Pays Houdanais.

### Seconde Guerre mondiale – Rafle du 23 février 1944

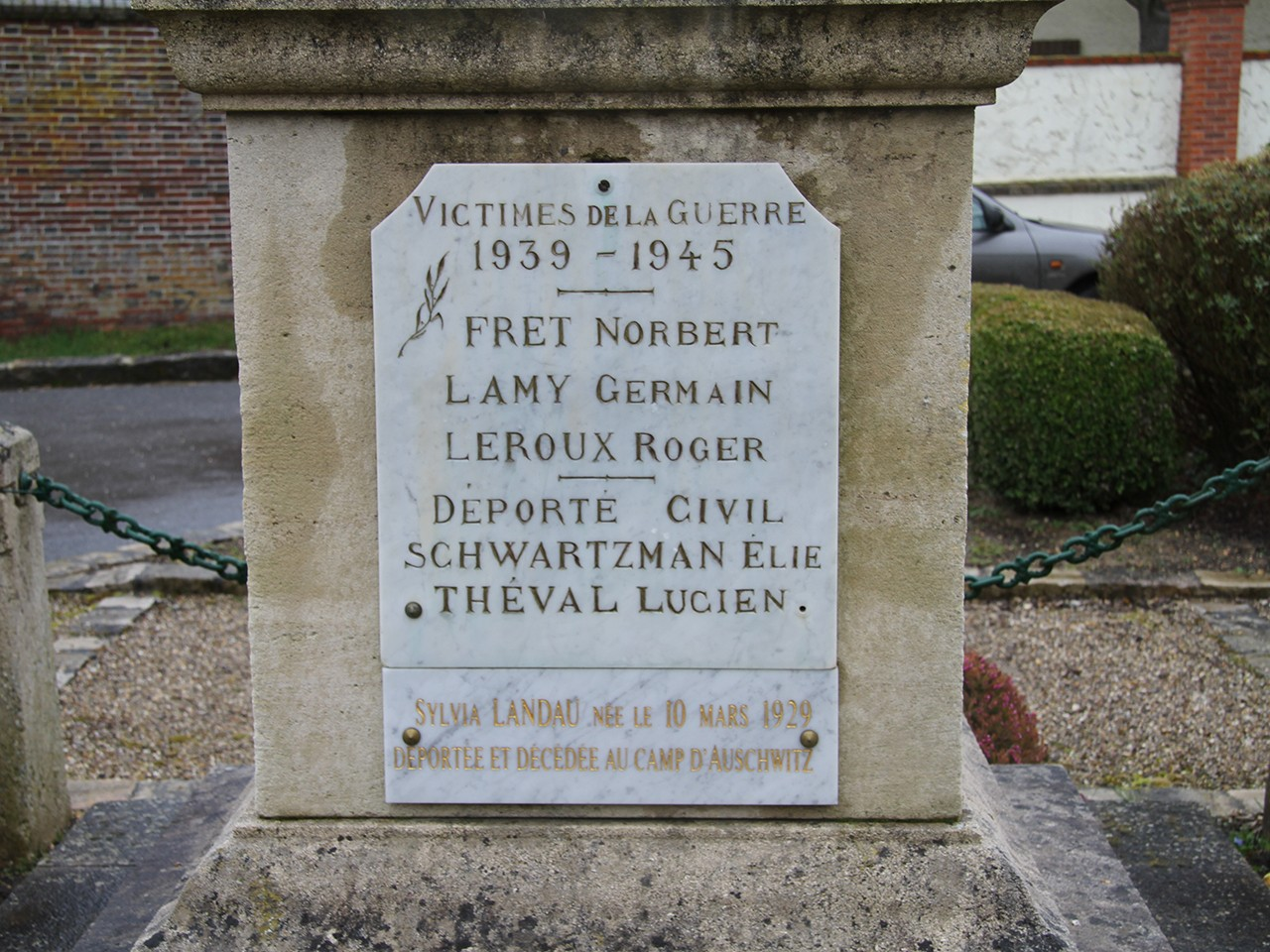
Victimes de la guerre 1939-1945, monument au morts de Prouais.

Lors de la rafle du 23 février 1944 organisée en Eure-et-Loir, 56 habitants juifs du département sont arrêtés. Parmi eux figurent Sylvia Landau, âgée de 14 ans, jeune réfugiée cachée à Prouais, et son grand-père Élie Schwartzman. Tous deux sont déportés par le convoi n°69, au départ de Drancy le 7 mars 1944, à destination d’Auschwitz-Birkenau, où ils sont assassinés le 12 mars 1944,. Deux plaques commémoratives en son honneur sont apposées, l’une au cimetière de Boutigny, l’autre au cimetière de Dreux,,. Un poème lui est également consacré,.

## Politique et administration

### Liste des maires
| Période                                  | Période  | Identité        | Étiquette | Qualité |
| ---------------------------------------- | -------- | --------------- | --------- | --- |
| Les données manquantes sont à compléter. |          |                 |           | |
| 2001                                     | 2020     | Mireille Éloy   | UMP-LR    | Retraitée Conseillère régionale du Centre-Val de Loire Suppléante du député Jean-Pierre Gorges (2012-2017) |
| 2020                                     | En cours | Corinne Le Roux | DIV       | |

## Population et société

### Démographie
L'évolution du nombre d'habitants est connue à travers les recensements de la population effectués dans la commune depuis 1793. Pour les communes de moins de 10 000 habitants, une enquête de recensement portant sur toute la population est réalisée tous les cinq ans, les populations de référence des années intermédiaires étant quant à elles estimées par interpolation ou extrapolation. Pour la commune, le premier recensement exhaustif entrant dans le cadre du nouveau dispositif a été réalisé en 2005.

En 2022, la commune comptait 1 708 habitants, en évolution de −2,79 % par rapport à 2016 (Eure-et-Loir : −0,23 %, France hors Mayotte : +2,11 %).
| 1793 | 1800 | 1806 | 1821 | 1831 | 1836 | 1841 | 1846 | 1851 |
| ---- | ---- | ---- | ---- | ---- | ---- | ---- | ---- | ---- |
| 538  | 566  | 583  | 614  | 612  | 636  | 648  | 680  | 725  |

| 1856 | 1861 | 1866 | 1872 | 1876 | 1881 | 1886 | 1891 | 1896 |
| ---- | ---- | ---- | ---- | ---- | ---- | ---- | ---- | ---- |
| 696  | 670  | 642  | 615  | 622  | 645  | 647  | 628  | 641  |

| 1901 | 1906 | 1911 | 1921 | 1926 | 1931 | 1936 | 1946 | 1954 |
| ---- | ---- | ---- | ---- | ---- | ---- | ---- | ---- | ---- |
| 604  | 592  | 604  | 578  | 583  | 587  | 545  | 522  | 564  |

| 1962 | 1968 | 1975 | 1982  | 1990  | 1999  | 2005  | 2006  | 2010  |
| ---- | ---- | ---- | ----- | ----- | ----- | ----- | ----- | ----- |
| 525  | 533  | 757  | 1 087 | 1 318 | 1 533 | 1 615 | 1 641 | 1 809 |

| 2015  | 2020  | 2022  | - | - | - | - | - | - |
| ----- | ----- | ----- | - | - | - | - | - | - |
| 1 777 | 1 676 | 1 708 | - | - | - | - | - | - |

## Culture locale et patrimoine

### Lieux et monuments
- Moulin du Mesnil-sur-Opton,  Inscrit MH (1969)[28] ;
- Église Saint-Pierre-et-Saint-Paul de Boutigny : un incendie la ravagea en 1947, mais elle fut rebâtie en 1957 ;
- Église Saint-Rémi de Prouais.

Lieux et monuments de Boutigny-Prouais
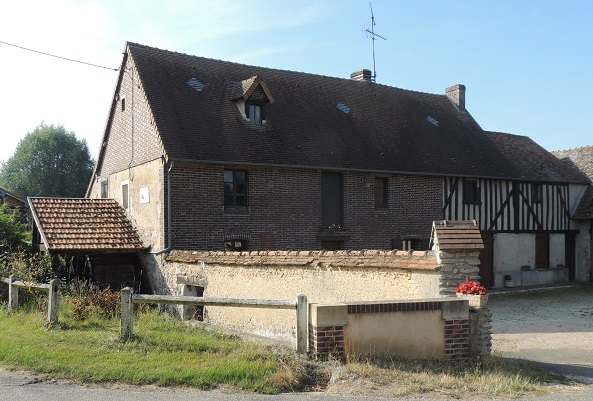
Moulin du Mesnil-sur-Opton.
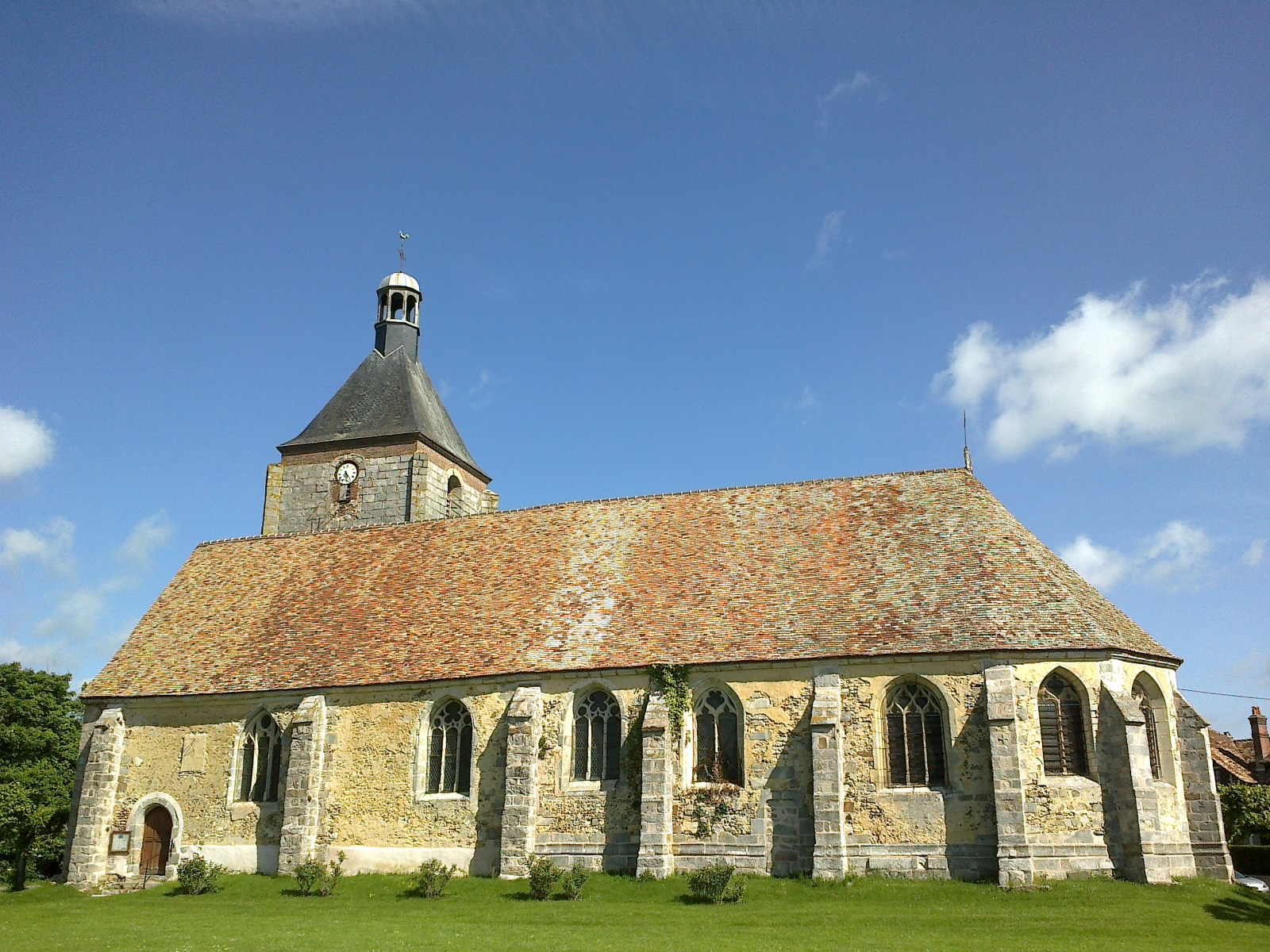
Église Saint-Rémi, mur sud.
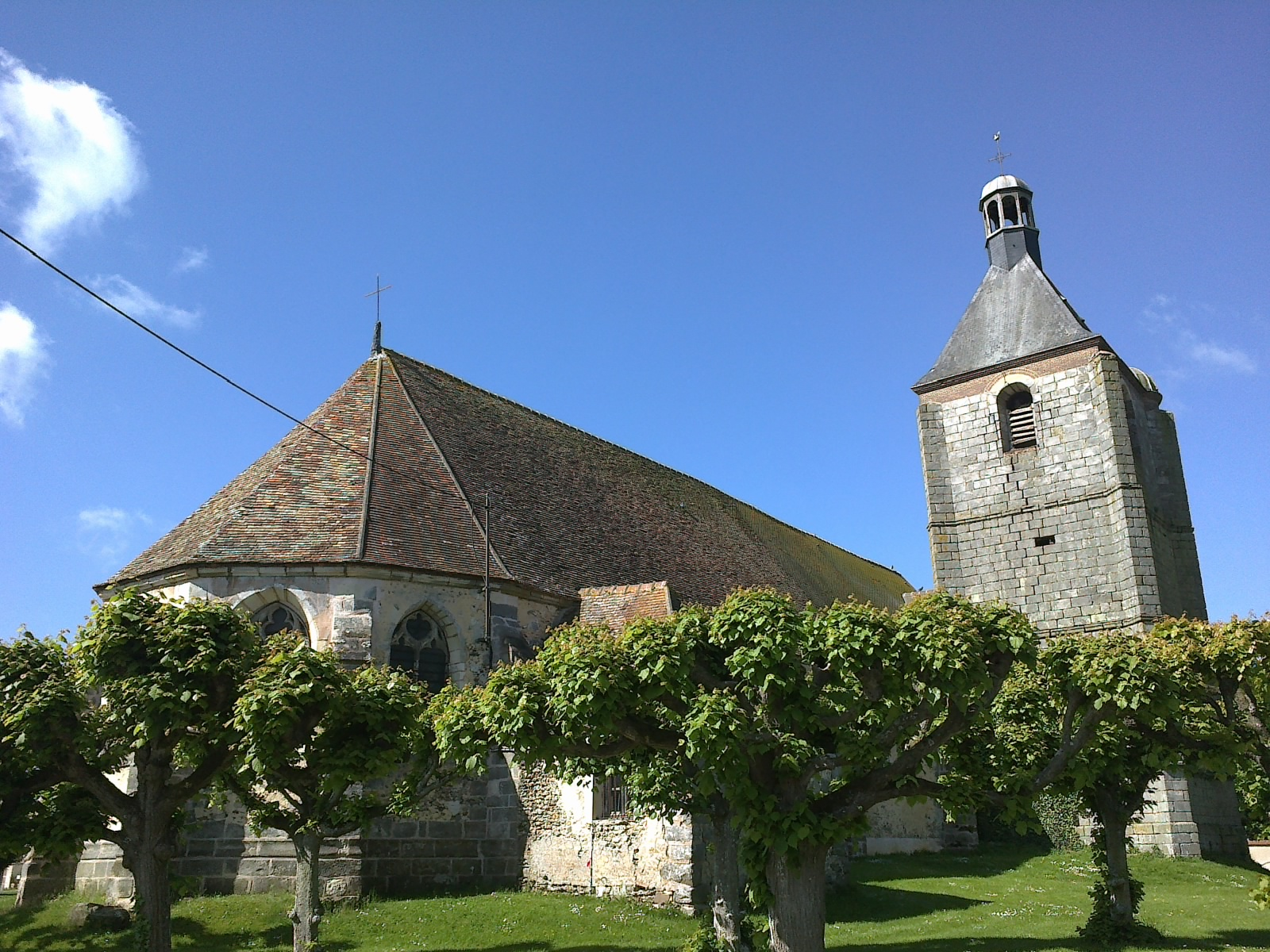
Église Saint-Rémi, abside et tour-clocher.

### Personnalités liées à la commune
- Le film de Jean L'Hôte La Communale, dans lequel joue Yves Robert, a été tourné en 1964 à Boutigny-sur-Opton[29] ;
- La romancière Régine Deforges y a vécu jusqu'à sa mort en 2014[30] ;
- l'acteur Daniel Gélin (1921-2002) a vécu à Boutigny-sur-Opton[31], il s'y est marié en troisièmes noces en février 1973.
- Jacques Besnard (1929-2013)

### Héraldique
| Blason de Boutigny-Prouais | Blason  | Parti : au premier d'azur à la roue de moulin d'argent soutenue d'une jumelle ondée alésée du même, au second de sinople à la tour-clocher couverte d'argent maçonnée, ouverte et ajourée de sable ; sur le tout, au chef d'or chargé de trois trèfles de sinople. |
| Blason de Boutigny-Prouais | Détails | (création Josèphe Charles, adoptée par délibération municipale du 9 septembre 2009) |